# Saison 3 de Newport Beach
Chronologie
Saison 2 Saison 4
Cet article présente la troisième saison de la série télévisée Newport Beach (The O.C.).

## Distribution
Les acteurs principaux sont :
- Benjamin McKenzie : Ryan Atwood
- Mischa Barton : Marissa Cooper
- Adam Brody : Seth Cohen
- Rachel Bilson : Summer Roberts
- Peter Gallagher : Sandy Cohen
- Kelly Rowan : Kirsten Cohen
- Melinda Clarke : Julie Cooper

## Liste des épisodes
1. Après le tir
2. L'Année de tous les dangers
3. Une de perdue, une de retrouvée
4. Revers de fortune
5. L'Appel du large
6. Les Grandes Vagues
7. Cherche bagarre désespérément
8. En route vers l'université
9. Summer, petit génie
10. Sapin de noël, kippah et mitzah
11. Il faut sauver le soldat Marissa
12. Les Sœurs Cooper
13. Miss embrouilles
14. La Chute
15. Les Conversations gênantes
16. Sur la route
17. Bienvenue dans l'âge adulte
18. Mauvaise Influence
19. Déclaration de guerre
20. Des résultats inattendus
21. Tout sauf ma mère
22. L'amour rend stupide
23. Le Barbecue coréen
24. L'Homme de l'année
25. La Remise des diplômes

### Épisode 1:Après le tir
- États-Unis : 8 septembre 2005
- France : 1er octobre 2007

- États-Unis : 7,50 millions de téléspectateurs[1]

- Tate Donovan (Jimmy Cooper)
- Jeri Ryan (Charlotte Morgan)
- Logan Marshall-Green (Trey Atwood)
- Garrett M. Brown (docteur Woodruff)
- Timoty Omundson (le procureur Caldwell)
- Michael Adler (Jeff Frenkel)

- Beretta - Manishevitz
- Hide Another Mistake - The 88
- Song For No One - Ian Broudief
- Way to Go - Teen Wolf
- Blue Light (Engineers "Anti Gravity" Remix) - Bloc Party

### Épisode 2:L'Année de tous les dangers
- États-Unis : 15 septembre 2005
- France : 2 octobre 2007

- États-Unis : 6,22 millions de téléspectateurs[2]

- Tate Donovan (Jimmy Cooper)
- Jeri Ryan (Charlotte Morgan)
- Eric Mabius (Jack Hess)
- Autumn Reeser (Taylor Townsend)
- Rosalind Chao (Mme Kim)
- Blake Robbins (Don)

- Soul Meets Body - Death Cab for Cutie
- Get the Party Started - Cobra Verde
- Do You Want To - Franz Ferdinand
- California 2005 (No Whistling) - Phantom Planet

### Épisode 3:Une de perdue, une de retrouvée
- États-Unis : 22 septembre 2005
- France : 3 octobre 2007

- États-Unis : 6,45 millions de téléspectateurs[3]

- Tate Donovan (Jimmy Cooper)
- Jeri Ryan (Charlotte Morgan)
- Eric Mabius (Jack Hess)
- Autumn Reeser (Taylor Townsend)
- Michael Adler (Jeff Frenkel)
- Blake Robbins (Don)

- Wish I Was Dead (Part2) - Shout Out Louds
- Gangsters and Thugs - Transplants
- Salvation - Black Rebel Motorcycle Club
- Baby Blue - All Sad Girls Are Beautiful
- In The Aeroplane Over The Sea - Matt Pond PA

### Épisode 4:Revers de fortune
- États-Unis : 29 septembre 2005
- France : 4 octobre 2007

- États-Unis : 6,56 millions de téléspectateurs[4]

- Ryan Donowho (Johnny)
- Jeri Ryan (Charlotte Morgan)
- Eric Mabius (Jack Hess)
- Autumn Reeser (Taylor Townsend)
- Kayla Ewell (Casey)
- Johnny Lewis (Chili)
- Rich Voll (Glen)

- Circles - Bob Mould
- Fire Fire - M.I.A.
- Ain't No Game - Basko
- I Don't Want To Fall in Love - She Wants Revenge
- Natural (Radio Edit) - Infusion
- Triumphant - Royksopp
- Forever Young - Youth Group

### Épisode 5:L'Appel du large
- États-Unis : 3 novembre 2005
- France : 5 octobre 2007

- États-Unis : 6,65 millions de téléspectateurs[5]

- Ryan Donowho (Johnny)
- Jeri Ryan (Charlotte Morgan)
- Eric Mabius (Jack Hess)
- Autumn Reeser (Taylor Townsend)
- Kayla Ewell (Casey)
- Johnny Lewis (Chili)
- Rich Voll (Glen)
- Paul Ganus (Sean)

- Blind Asylum - Orenda Fink
- Weigh of The World - Black Rebel Motorcycle Club
- Appearances - Citizens Here & One Broad
- Holding Me Up - Dandy Warhols

### Épisode 6:Les Grandes Vagues
- États-Unis : 10 novembre 2005
- France : 5 octobre 2007

- États-Unis : 5,76 millions de téléspectateurs[6]

- Ryan Donowho (Johnny)
- Jeri Ryan (Charlotte Morgan)
- Jeff Hephner (Matt Ramsey)
- Autumn Reeser (Taylor Townsend)
- Kayla Ewell (Casey)
- Johnny Lewis (Chili)
- Rob Brownstein (Kurt Williams)
- Cam Gigandet (Volchok)

- Publish My Love - Rogue Wave
- Knocked Down - Pennywise
- No Rest For The Weekend - Orange
- Sugar - Ladytron
- Swagger - Calla

### Épisode 7:Cherche bagarre désespérément
- États-Unis : 17 novembre 2005
- France : 8 octobre 2007

- États-Unis : 6,20 millions de téléspectateurs[7]

- Ryan Donowho (Johnny)
- Jeri Ryan (Charlotte Morgan)
- Jeff Hephner (Matt Ramsey)
- Autumn Reeser (Taylor Townsend)
- Johnny Lewis (Chili)
- Rich Voll (Glen)
- Cam Gigandet (Volchok)

- Interruptions - Rogue Wave
- Rock and Roll Queen - The Subways
- Oh Yeah - The Subways
- Travel in Time - Carmen Rizzo feat. Kate Havnevik
- Opium Dreams - Rithma
- I Want To Hear What You Have Got To Say - The Subways

### Épisode 8:En route vers l'université
- États-Unis : 1er décembre 2005
- France : 9 octobre 2007

- États-Unis : 5,90 millions de téléspectateurs[8]

- Ryan Donowho (Johnny)
- Autumn Reeser (Taylor Townsend)
- Johnny Lewis (Chili)
- Diego Walraff (Mitchell Brinkley)
- Tom Wright (Paul Glass)

- Unsatisfied - Nine Black Alps
- Everyday - Dios Malos
- Open Invitation - BRMC
- No Way Out - Love of Diagrams
- N.Y.L.A. - The Talk
- Yellow - Petra Haden & Bill Frisell

### Épisode 9:Summer, petit génie
- États-Unis : 8 décembre 2005
- France : 10 octobre 2007

- États-Unis : 5,88 millions de téléspectateurs[9]

- Ryan Donowho (Johnny)
- Jeff Hephner (Matt Ramsey)
- Lisa Rotondi (Gwen Harper)
- Andrea Pearson (Billy)

- Hard to Be You - The 88
- My Worst Nightmare - Fina China
- Come On - Client
- The Stroke - Billy Squier
- Make It Bounce - The Invisible Men
- On and On - Nikka Costa
- Go Sadness - Shout Out Louds

### Épisode 10:Sapin de noël, kippah et mitzah
- États-Unis : 15 décembre 2005
- France : 11 octobre 2007

- États-Unis : 6,22 millions de téléspectateurs[10]

- Ryan Donowho (Johnny)
- Lisa Rotondi (Gwen Harper)
- Michael Nouri (Dr Neil Roberts)

- Christmas All over Again - Tom Petty
- Christmas Day in The Sun - Hot Hot Heat
- That's What Friends Are For - Dionne Warwick & Friends
- YMCA - Village People
- Silent Night - APM
- The Christmas Song - The Raveonettes
- God Rest Ye Merry Gentlemen - APM
- Silent Night on The Prairie - First Com
- Doxology - David Poe
- Dreidel Dreidel Dreidel - APM
- Silent Night - First Com

### Épisode 11:Il faut sauver le soldat Marissa
- États-Unis : 12 janvier 2006
- France : 12 octobre 2007

- États-Unis : 5,13 millions de téléspectateurs[11]

- Ryan Donowho (Johnny)
- Jeff Hephner (Matt Ramsey)
- Rosalind Chao (Mme Kim)
- Michael Nouri (Dr Neil Roberts)
- Autumn Reeser (Taylor Townsend)
- Johnny Lewis (Chili)
- Michael Mantel (le juge Mercer)

- Our House - Phantom Planet
- I Love a Man in Uniform - Gang of Four
- Albany Brownout - Francine
- Dancing in The Moonlight - Magnet
- California - Rogue Wave

### Épisode 12:Les Sœurs Cooper
- États-Unis : 19 janvier 2006
- France : 15 octobre 2007

- États-Unis : 5,36 millions de téléspectateurs[12]

- Ryan Donowho (Johnny)
- Autumn Reeser (Taylor Townsend)
- Willa Holland (Kaitlin Cooper)
- Michael Nouri (Dr Neil Roberts)
- Johnny Lewis (Chili)
- Paula Trickey (Veronica Townsend)
- Jackson Rathbone (Justin)

- Shuffle Your Feet - Black Rebel Motorcycle Club
- Time Bomb - Goldspot
- A Boy Brushed Red... Living in Black and White - Undernath
- Sail Into The Sun - The Funky Lowlives
- Back To Ours - APM
- Sour Milk - Phontaine
- Retreat - The Rakes
- All My Life - DJ Harry
- Winter - Bebel Gilberto

### Épisode 13:Miss embrouilles
- États-Unis : 26 janvier 2006
- France : 16 octobre 2007

- États-Unis : 5,70 millions de téléspectateurs[13]

- Ryan Donowho (Johnny)
- Jeff Hephner (Matt Ramsey)
- Willa Holland (Kaitlin Cooper)
- Michael Nouri (Dr Neil Roberts)
- Robert Picardo (Bill Merriam)
- Andrea Pearson (Lily)

- Insomnia - Electric Planet
- I Only Have Eyes For You - Martina Topley Bird
- My Favourite Friend - Diefenbach
- Stay in the Shade - Jose Gonzalez
- Low Happening - Howling Bells
- Brand New Dehli - The Tao of Groove

### Épisode 14:La Chute
- États-Unis : 2 février 2006
- France : 17 octobre 2007

- États-Unis : 5,70 millions de téléspectateurs[14]

- Ryan Donowho (Johnny)
- Jeff Hephner (Matt Ramsey)
- Willa Holland (Kaitlin Cooper)
- Michael Nouri (Dr Neil Roberts)
- Johnny Lewis (Chili)
- Lisa Rotondi (Gwen Harper)
- Morena Baccarin (Maya Griffin)
- Kim Oja (Taryn)

- Love Knows How To Fight - M.Craft
- Hide Away - Rock Kills Kid
- Fall at Your Feet - James Blunt
- Cava Del Rio - Senza
- Wasted - Black Flag

### Épisode 15:Les Conversations gênantes
- États-Unis : 9 février 2006
- France : 18 octobre 2007

- États-Unis : 5,25 millions de téléspectateurs[15]

- Jeff Hephner (Matt Ramsey)
- Willa Holland (Kaitlin Cooper)
- Michael Nouri (Dr Neil Roberts)
- Johnny Lewis (Chili)
- Lisa Rotondi (Gwen Harper)
- Morena Baccarin (Maya Griffin)
- Jackson Rathbone (Justin)
- Cam Gigandet (Kevin Volchok)
- Nikki Reed (Sadie Campbell)

- For The Widow in Paradise, For The Fatherless in Ypsilanti - Sufjan Stevens
- Grand Machine #12 - Electric President
- White Daisy Passing - Rocky Votolato
- Neverending Math Equation - Sun Kill Moon

### Épisode 16:Sur la route
- États-Unis : 9 mars 2006
- France : 19 octobre 2007

- États-Unis : 7,36 millions de téléspectateurs[16]

- Jeff Hephner (Matt Ramsey)
- Michael Nouri (Dr Neil Roberts)
- Morena Baccarin (Maya Griffin)
- Cam Gigandet (Kevin Volchok)
- Autumn Reeser (Taylor Townsend)
- Rod Rowland (Jack Harper)
- Marc Vann (inspecteur Warner)
- Nikki Reed (Sadie Campbell)

- Bom Bom Bom - Living Things
- Under The Sea - Digby Jones
- If You Need The Morning - La Rocca
- The Matter (Of Our Discussion) - Boom Bip feat. Nina Nastasia
- C-C (You Set The Fire On Me) - Tom Vek
- I Ain't Saying My Goodbyes - Tom Vek
- Forever Young - Youth Group

### Épisode 17:Bienvenue dans l'âge adulte
- États-Unis : 16 mars 2006
- France : 22 octobre 2007

- États-Unis : 5,40 millions de téléspectateurs[17]

- Jeff Hephner (Matt Ramsey)
- Michael Nouri (Dr Neil Roberts)
- Cam Gigandet (Kevin Volchok)
- Daphne Ashbrook (Dawn Atwood)
- Nikki Reed (Sadie Campbell)

- In Dreams - Crash My Model Car
- Paint The Silence - South
- Plan of The Man - The M's
- Ooh La - The Kooks
- Waiting For A Girl Like You - Cobra Verde

### Épisode 18:Mauvaise Influence
- États-Unis : 23 mars 2006
- France : 23 octobre 2007

- États-Unis : 5,36 millions de téléspectateurs[18]

- Jeff Hephner (Matt Ramsey)
- Autumn Reeser (Taylor Townsend)
- Cam Gigandet (Kevin Volchok)
- Nikki Griffin (Jess Sathers)
- Shaun Duke (Dr Henry Griffin)
- Matthew Cohen (Jim)
- Nikki Reed (Sadie Campbell)

- Argyle Socks - Scissors 4 Lefty
- Lover I Don't Have To Love - Bettie Serveert
- Inaction - We Are Scientists
- Girl and The Sea - The Presets
- Don't Pity Me - Spiderbaby
- It's Just Cruel - The National Trust
- What If's and Maybe's - Bromheads Jacket

### Épisode 19:Déclaration de guerre
- États-Unis : 30 mars 2006
- France : 24 octobre 2007

- États-Unis : 5,50 millions de téléspectateurs[19]

- Jeff Hephner (Matt Ramsey)
- Michael Nouri (Dr Neil Roberts)
- Cam Gigandet (Kevin Volchok)
- Shaun Duke (Dr Henry Griffin)
- Nikki Reed (Sadie Campbell)

- Faster Kill Pussycat - Paul Oakenfold feat. Brittany Murphy
- Spin Me Around - The Surge
- A Night in Vegas - Victor Malloy
- When You're Gone - Luther Russell
- Young Shields - Casiotone for the Painfully Alone
- Meredith - Oceansize

### Épisode 20:Des résultats inattendus
- États-Unis : 6 avril 2006
- France : 25 octobre 2007

- États-Unis : 5,06 millions de téléspectateurs[20]

- Jeff Hephner (Matt Ramsey)
- Michael Nouri (Dr Neil Roberts)
- Cam Gigandet (Kevin Volchok)
- Autumn Reeser (Taylor Townsend)
- Shaun Duke (Dr Henry Griffin)
- Nikki Reed (Sadie Campbell)

- Good Day - Tally Hall
- That's All I Need - The Scotland Year Gospel Choir
- China - Chris Holmes
- The Secret Shot - Dopo Yuma
- The Crime - True Love
- Fog (Again) - Live Version - Radiohead

### Épisode 21:Tout sauf ma mère
- États-Unis : 13 avril 2006
- France : 26 octobre 2007

- États-Unis : 4,33 millions de téléspectateurs[21]

- Jeff Hephner (Matt Ramsey)
- Cam Gigandet (Kevin Volchok)
- Autumn Reeser (Taylor Townsend)
- Shaun Duke (Dr Henry Griffin)
- Nicole Garza (Chloé)
- Daphne Ashbrook (Dawn Atwood)

- A Picture of Me Without You - George Jones
- Tiny Cities Made of Ashes - Sun Kil Moon
- Any Sound - The Vines
- Foxy Foxy - Rob Zombie
- Woman - Wolfmother
- Waiting For You - Ben Harper

### Épisode 22:L'amour rend stupide
- États-Unis : 20 avril 2006
- France : 29 octobre 2007

- États-Unis : 5,36 millions de téléspectateurs[22]

- Samaire Armstrong (Anna Stern)
- Michael Nouri (Dr Neil Roberts)
- Cam Gigandet (Kevin Volchok)
- Matt Barr (Wes)
- Erick Avari (M. Overbee)

- Hands - Ms. John Soda
- Leave Me Alone - Two Hours Traffic
- Wrap It Up - Whitey
- Night Birds - Ryan Adams
- Samba Sandwich - Jonathan Boyle

### Épisode 23:Le Barbecue coréen
- États-Unis : 27 avril 2006
- France : 30 octobre 2007

- États-Unis : 5,41 millions de téléspectateurs[23]

- Navi Rawat (Theresa Diaz)
- Samaire Armstrong (Anna Stern)
- Michael Nouri (Dr Neil Roberts)
- Cam Gigandet (Kevin Volchok)
- Autumn Reeser (Taylor Townsend)

- Getting Hit On At The Bank - The Briefs
- Earthquakes & Sharks - Brandston
- Oregon Girl - Someone Still Loves You Boris Yeltzin
- One Day - Bratsound
- To All Of You - Syd Matters
- Random - Lady Soverign
- I Can't Come Down - Embrace
- Gotta Reason - Hard-Fi

### Épisode 24:L'Homme de l'année
- États-Unis : 4 mai 2006
- France : 31 octobre 2007

- États-Unis : 5,10 millions de téléspectateurs[24]

- Navi Rawat (Theresa Diaz)
- Michael Nouri (Dr. Neil Roberts)
- Cam Gigandet (Kevin Volchok)
- Willa Holland (Kaitlin Cooper)
- Lucy Hale (Hadley Hawthorne)
- Brock Kelly (Trevor Knightly)
- Lamont Thompson (D.A Greg Hoades)
- Kim Oja (Taryn)

- The Pioneers - Bloc Party
- The Pioneers - Tunng
- Some You Give Away - La Rocca
- Spaceship - The Vines
- Cherry Bomb - The Runaways
- Flames Go Higher - Eagles of Death

### Épisode 25:La Remise des diplômes
- États-Unis : 18 mai 2006
- France : 1er novembre 2007

- États-Unis : 6,40 millions de téléspectateurs[25]

- Michael Nouri (Dr Neil Roberts)
- Cam Gigandet (Kevin Volchok)
- Autumn Reeser (Taylor Townsend)
- Lamont Thompson (D.A Greg Hoades)
- Willa Holland (Kaitlin Cooper)
- Daphne Ashbrook (Dawn Atwood)
- Paula Trickey (Veronica Townsend)
- Rosalind Chao (Mme Kim)
- Jose Zuniga (Jason Spitz)

- I Don't Care What My Friends Say - Chris Holmes
- Breaking The Ice - Mojave 3
- Speeding Cars - Imogen Heap
- Bossy - Kelis
- Chapters - Appogee
- Hallelujah - Imogen Heap